# NGC 2308
NGC 2308 (również PGC 19949 lub UGC 3618) – galaktyka spiralna (Sab), znajdująca się w gwiazdozbiorze Rysia. Odkrył ją Édouard Jean-Marie Stephan 13 stycznia 1872 roku.